# Dynamisk kompression (fysiologi)
Dynamisk kompression är ett fenomen som uppstår i luftvägarna vid ansträngd utandning, det vill säga när man andas ut mot förträngda luftvägar. För att kunna andas ut mot den ökade resistensen i luftvägarna när dessa är ihopträngda kommer det krävas ett högre intertorakalt tryck, vilket man uppnår genom att kontrahera de accessoriska andningsmusklerna. 
Detta kommer att ge ett högre tryck i lungorna som fortplantar sig till luftvägarna.
Luften kommer dock att pressas ut genom luftstrupen och munnen, till omgivningen, där trycket är lägre. Därmed skapas en tryckgradient över luftpelaren, från intertorakala trycket till atmosfäriska trycket. Det intertorakala trycket kommer dock att ligga på emot vävnaderna, och vara högre än luftpelarens tryck, åtminstone i de övre delarna av luftvägen. 
Det höga trycket från vävnaderna förmedlas genom luftstrupens väggar och kommer att trycka ihop luftvägen. Den kommer att vara ihopträngd ända tills lufttrycket underifrån överstiger vävnadstrycket, så att den åter öppnas. När detta sker bildas dock tryckgradienten igen, eftersom luft åter kan strömma ut genom munnen. 
Detta leder till ett snabbt omväxlande öppnande och stängande av luftvägarna, som ger upphov till ljuden man hör vid ronki.